# ایو دزمارتز
ایو دزمارتز (انگلیسی: Yves Desmarets؛ زادهٔ ۱۹ ژوئیهٔ ۱۹۷۹) بازیکن فوتبال اهل فرانسه است.
از باشگاه‌هایی که در آن بازی کرده‌است می‌توان به باشگاه فوتبال ویتوریا گیماریش، باشگاه فوتبال بلننسس، باشگاه فوتبال دپورتیوو لاکرونیا، و باشگاه فوتبال ستاره سرخ اشاره کرد.
وی همچنین در تیم ملی فوتبال هائیتی بازی کرده‌است.